# Beverly Beach (Florida)
Beverly Beach ist eine Stadt im Flagler County im US-Bundesstaat Florida. Das U.S. Census Bureau hat bei der Volkszählung 2020 eine Einwohnerzahl von 474 ermittelt.

## Geographie
Beverly Beach liegt an der Ostküste Floridas zwischen dem Matanzas River (einem Teil des Intracoastal Waterway) und dem Atlantik. Die Stadt grenzt an die Städte Palm Coast und Flagler Beach. Sie liegt rund 15 km östlich von Bunnell sowie etwa 100 km südlich von Jacksonville.

## Demographische Daten
Laut der Volkszählung 2010 verteilten sich die damaligen 338 Einwohner auf 321 Haushalte. Die Bevölkerungsdichte lag bei 375,6 Einw./km². 99,7 % der Bevölkerung bezeichneten sich als Weiße. 0,3 % gaben die Angehörigkeit zu einer anderen Ethnie an. 0,6 % der Bevölkerung bestand aus Hispanics oder Latinos.
Im Jahr 2010 lebten in 1,9 % aller Haushalte Kinder unter 18 Jahren sowie 75,0 % aller Haushalte Personen mit mindestens 65 Jahren. 50,5 % der Haushalte waren Familienhaushalte (bestehend aus verheirateten Paaren mit oder ohne Nachkommen bzw. einem Elternteil mit Nachkomme). Die durchschnittliche Größe eines Haushalts lag bei 1,63 Personen und die durchschnittliche Familiengröße bei 2,10 Personen.
1,2 % der Bevölkerung waren jünger als 20 Jahre, 1,8 % waren 20 bis 39 Jahre alt, 16,6 % waren 40 bis 59 Jahre alt und 80,6 % waren mindestens 60 Jahre alt. Das mittlere Alter betrug 69 Jahre. 45,3 % der Bevölkerung waren männlich und 54,7 % weiblich.
Das durchschnittliche Jahreseinkommen lag bei 31.875 $, dabei lebten 15,6 % der Bevölkerung unter der Armutsgrenze.
Im Jahr 2000 war Englisch die Muttersprache von 100 % der Bevölkerung.

## Verkehr
Beverly Beach wird von der Florida State Road A1A durchquert. Der nächste Flughafen ist der Daytona Beach International Airport (rund 40 km südlich).